# Phaseolus coccineus
Phaseolus coccineus là một loài thực vật có hoa trong họ Đậu. Loài này được L. miêu tả khoa học đầu tiên. Tên tiếng Việt của loài này là đậu Tây Ban Nha hoặc đậu hoa đỏ.

## Hình ảnh

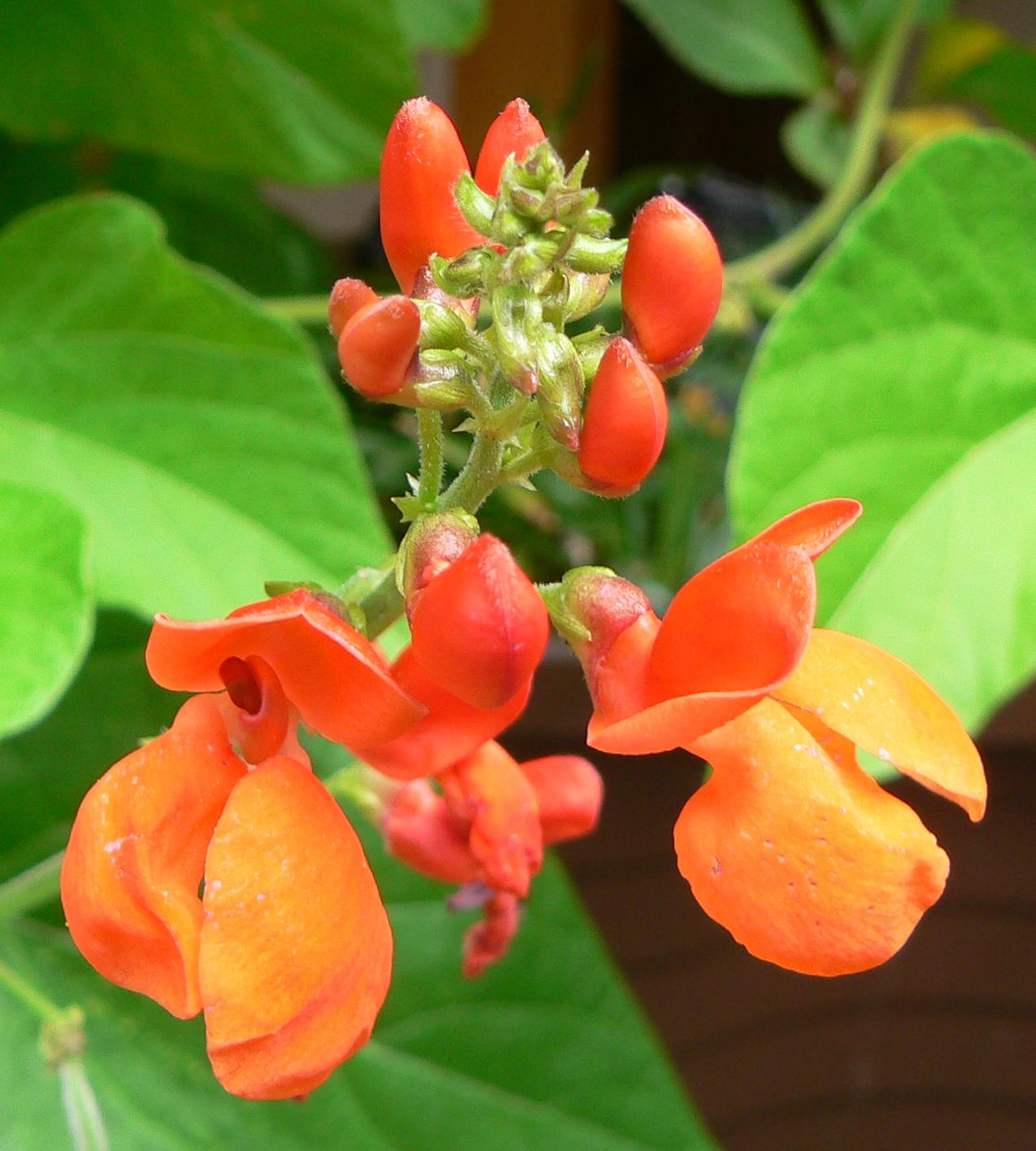
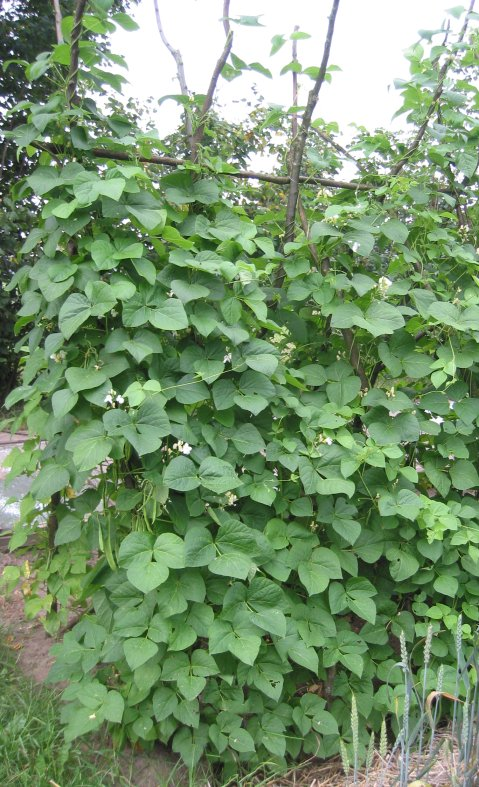
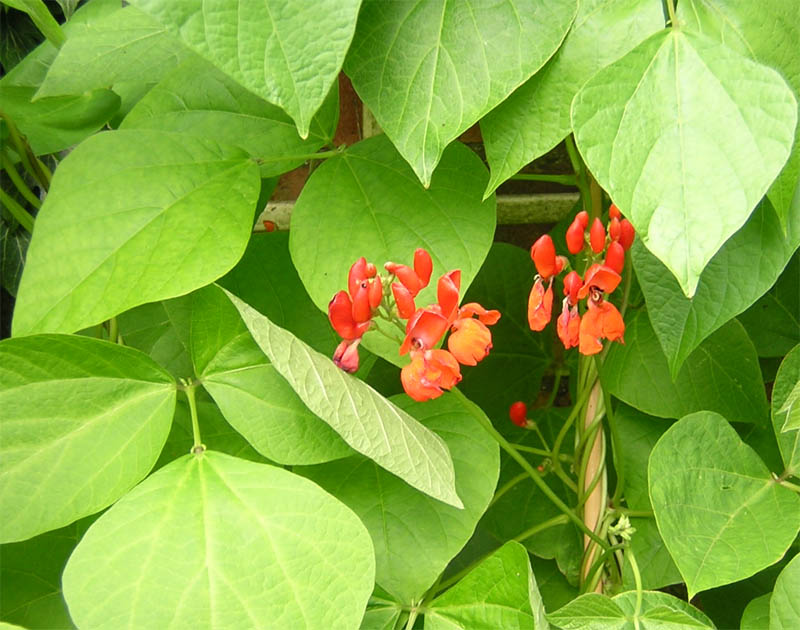
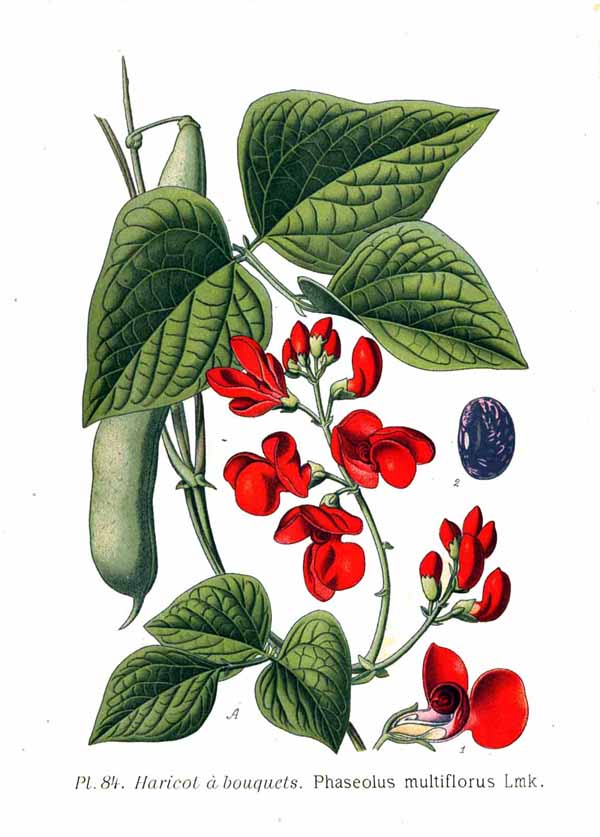